# Lara Laterza
Lara Laterza (Venezia, 12 agosto 1989) è una calciatrice italiana, di ruolo difensore, dal 2016 svincolata.

## Biografia
Lara Laterza si è avvicinata al mondo dello sport giovanissima praticando il nuoto, tuttavia la passione per il calcio le ha fatto preferire il campo alla piscina e dall'età di 8 anni ha iniziato a giocare con i maschietti. Inizialmente ha ricoperto il ruolo da centravanti per poi gradualmente posizionarsi nel reparto arretrato. Con la squadra mista della Miranese giocò fino ai 13 anni, raggiungendo l'età massima consentita dalla federazione. Nel 2015 ha preso un periodo di pausa utile a completare gli studi nella facoltà di Giurisprudenza dell'università di Padova.

## Carriera

### Club
La prima esperienza con una squadra completamente femminile è stata con il Soccer Zianigo. Con le neroverdi è rimasta fino al 2006.
Sempre nel 2006 è stata convocata nella selezione della Rappresentativa Femminile del Veneto per l'edizione numero 46 del Trofeo delle Regioni.
Nel 2007 ha vestito la maglia del Venezia 1984, società calcistica che ha proseguito l'iscrizione al campionato di Serie A2 della precedente ACF VeneziaJesolo, e che ha da quell'anno acquisito la nuova denominazione. Laterza ha giocato con le biancoverdi la Serie A2 2007-2008, contribuendo seppur con sole tre presenza, alla promozione in Serie A. Con la società veneziana è rimasta cinque stagioni, fino al fallimento della stessa che l'ha obbligata a porsi sul mercato al termine della stagione 2011-2012.
Nell'estate 2012 ha trovato un accordo con il Tavagnacco e già dal campionato 2012-2013 si è confermata un'importante pedina della retroguardia gialloblu, contribuendo a raggiungere il secondo posto dietro alla Torres ed aggiudicandosi così il diritto a partecipare alla UEFA Women's Champions League. La stagione è stata coronata anche dalla conquista della prima Coppa Italia (2012-2013), successo ottenuto anche l'anno successivo (2013-2014).
Nell'estate 2014 è passata al Pordenone, club con il quale ha giocato la sola stagione 2014-2015 non riuscendo ad evitare la retrocessione delle neroverdi in Serie B. Laterza si è congedata dal Pordenone con un tabellino di 13 presenze e una rete.
Il 25 novembre 2015 si è accordata con l'AGSM Verona, indossando la maglia numero 18. Nel dicembre 2016 si è svincolata dalla società veronese.

### Nazionale
Nell'ottobre 2013 è stata convocata dal commissario tecnico Antonio Cabrini a vestire la maglia della nazionale italiana, ma senza scendere in campo.

## Palmarès

### Club
- Coppa Italia: 2

Tavagnacco: 2012-2013, 2013-2014